# Монастырь Шуттерн
Имперское аббатство Шуттерн (нем. Reichsabtei Schuttern) — бывший бенедиктинский монастырь, располагавшийся в одноимённом районе баден-вюртембергской общины Фризенхайм — на месте древнеримского поселения IV века; согласно местным легендам, был основан в 603 году. Единственной сохранившейся частью монастыря является его приходская барочная церковь Успения Пресвятой Девы Марии (нем. Mariae Himmelfahrt).